# Ozero Sjelochovo
Ozero Sjelochovo (ryska: Озеро Шелохово) är en sjö i Belarus.   Den ligger i voblasten Vitsebsks voblast, i den nordöstra delen av landet, 230 km nordost om huvudstaden Minsk. Ozero Sjelochovo ligger 158 meter över havet. Arean är 0,60 kvadratkilometer. Den sträcker sig 1,6 kilometer i nord-sydlig riktning, och 2,2 kilometer i öst-västlig riktning.
I omgivningarna runt Ozero Sjelochovo växer i huvudsak blandskog. Runt Ozero Sjelochovo är det glesbefolkat, med 15 invånare per kvadratkilometer.